# Vestibule de l'Enfer
Le Vestibule de l'Enfer (ou Ante-enfer) est, dans l'Énéide de Virgile et l'Enfer de la Divine Comédie de Dante, le lieu de l'au-delà qui précède l'entrée dans l'Enfer.

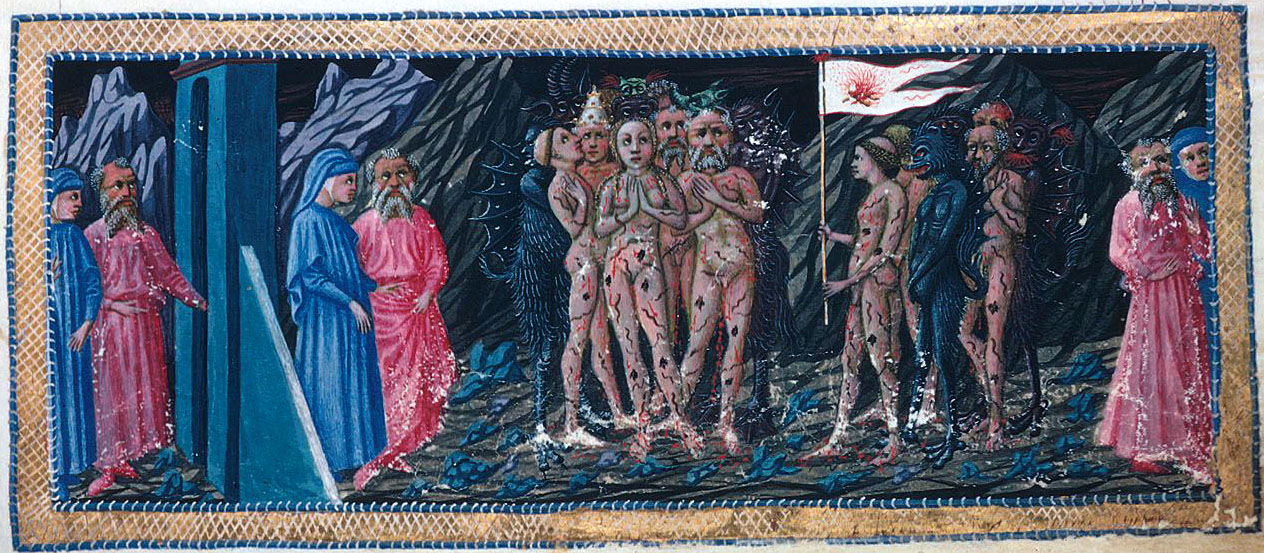
Giovanni di Paolo
Les « Indolents » du troisième chant de lEnfer de la Divine Comédie derrière leur bannière anonyme.

## L'Énéide
Virgile, dans le sixième livre de l'Énéide, décrit le voyage d'Énée dans l'au-delà. Durant ce voyage, Énée visite le « vestibule » avant de traverser l'Achéron et de passer la porte où se trouve le gardien des Enfers, Cerbère. Dans le vestibule Énée voit toute une série de personnifications du mal comme la peur, la faim, la misère, la mort, la douleur, le sommeil, la guerre et, au centre, un orme immense sous les feuilles duquel pendent pesamment les rêves trompeurs. Sur les rives de l'Achéron se trouvent les âmes de tous ceux qui n'ont pas reçu de sépulture et qui doivent attendre cent ans avant d'être admis dans l'Enfer. Parmi eux Énée reconnaît son maître d'équipage Palinurus.

## La Divine Comédie
Dante Alighieri, à l'exemple entre autres de Virgile, présente également un Ante-enfer dans les premiers chants de la Divine Comédie en le situant entre la porte de l'Enfer et le fleuve Achéron. Là se trouvent les âmes des « Indolents » qui ne méritent pas de rentrer dans l'Enfer. Dante leur consacre quelques vers dans le Chant III.
Les « Indolents » ne sont pas réellement coupables d'avoir fait le mal, dans ce sens qu'ils ne firent rien. De ce fait, ils ne font pas partie des damnés des cercles de l'Enfer. S'ils ne commirent aucun mal, c'est seulement par lâcheté, cette même lâcheté par laquelle ils ne firent non plus aucun bien. Avec eux sont punis les anges qui restèrent neutres lors de la révolte de Satan contre Dieu. Ils sont condamnés à courir vainement derrière une bannière qui ne représente rien, pendant que des piqûres de guêpes les font saigner et que des vers, attirés par le sang, dévorent leurs pieds. Tel est le contrapasso (le châtiment) pour n'avoir jamais été actifs, pour n'avoir jamais suivi aucun idéal, pour n'avoir jamais pris clairement position. Dante voit puni ici celui « che fece per viltà il gran rifiuto » (« qui fit par lâcheté le grand refus »). Diverses hypothèses ont tenté d'identifier cette « ombra» comme étant celle d'Ésaü ou celle de Ponce Pilate par exemple, mais la plus convaincante reste celle de Célestin V qui renonça au trône pontifical sous la pression de Boniface VIII.